# Guilhem de Galhac
Guilhem de Galhac est un procureur à la Cour royale d'appel de Toulouse et un poète occitan du XVe siècle, auteur d'un registre de poésies couronnées par le Consistori del Gay Saber entre 1345 et 1484.

## Biographie
Guilhem de Galhac est un licencié en droit. et procureur à la Cour royale d'appel de Toulouse.
Il a participé au concours de poésie organisé par le Consistori del Gay Saber. Il a gagné l'églantine en 1446, la violette d'or en 1453 et le souci à une date indéterminée.
Il a été mainteneur du Consistori del Gay Saber. Il a rédigé un recueil des poésies couronnées au concours du Consistoire de la Gaie Science :
« L'an MCCCLVIII et XXVI d'abriel, mossen Guilhem, de Galhac, licenciat del leys, Capitol, Mestre, he Mantanedor de la Gaya Sciensa, fec far lo present libre per mettre he registrar les dictats qu'an gassanghat las Flors en lo mayso communal de Tholosa ».
« Premierament, les per losquals se adjudica la Violeta ; secundament, les per losquals se jutja l'Anglentina ; tersamen, les dels Gaugh ».
Ce registre s'ouvre par la phrise : Hic liber est Domini Guilhermi de Gualhaco. Il a probablement été la propriété de Guilhem de Galhac avant d'être déposé en 1493 aux archives de la Maison commune de Toulouse comme il est indiqué dans le registre, avant d'entrer dans les archives de l'Académie des Jeux Floraux.
Il a été ouvert en 1458. Il comprend les poésies couronnées depuis cette époque jusqu'en 1484 et dix antérieures à cette date et dont la première remonte à 1345. Il comprend 110 feuillets. Quelques-unes des pièces en vers sont sans indication de date, d'autres sans nom d'auteur. D'autres encore sont étrangères au concours. La plupart des poésies sont de la main de Guilhem de Galhac.